# ジョージ・フェーエル
ジョージ・フェーエル（George Feher、1924年5月29日 - 2017年11月28日）は、アメリカ合衆国の生物物理学者で、カリフォルニア大学サンディエゴ校の教授である。

## 教育
フェーエルは1924年にチェコスロバキアのブラチスラヴァで生まれた。カリフォルニア大学バークレー校で学士号、修士号、博士号を取得した。

## キャリア
博士課程を終えると、彼はベル研究所とコロンビア大学で物理学者として働いた。1960年、カリフォルニア大学サンディエゴ校の教授となり、以来ここで働いている。

## 研究
彼の主な研究テーマは、植物や微生物が光合成により光を化学エネルギーに変換している機構を明らかにすることである。彼は分光学的なツールを開発し、その生化学、生物物理学への応用法を考案した。

## 受賞
1976年にオリバー・E・バックリー凝縮系賞、1982年に 生物物理学賞受賞。2006年、ワイツマン科学研究所のエイダ・ヨナスとともに「リボソームのペプチド結合形成機構及び光合成の光駆動過程の発見」によってウルフ賞化学部門を受賞した。